# D'wayne Obi
D'wayne Okwudili Obi (Londra, 2 gennaio 1998) è un giocatore di football americano britannico, che gioca come runningback per i Madrid Bravos.
Dopo aver giocato per la squadra universitaria dei Coventry Jets è passato ai London Warriors. Nel 2023 si è trasferito ai tedeschi New Yorker Lions e l'anno successivo ha firmato con i Madrid Bravos

## Palmarès
- 1 Britbowl (London Warriors: 2019)